# Organización de Naciones y Pueblos No Representados
La Organización de Naciones y Pueblos No Representados (conocida en inglés como Unrepresented Nations and Peoples Organization o por su sigla UNPO) es una organización internacional cuyos miembros son pueblos indígenas, minorías y territorios no soberanos u ocupados. Fue fundada en 1991 en La Haya, Países Bajos, por 15 pueblos y naciones con el fin de promover un espacio internacional de diálogo. Participa también en la resolución pacífica de conflictos que afecten a sus miembros.
La UNPO es un miembro activo de diversas instancias internacionales, como de la Comisión de Derechos Humanos de la ONU. 
La no violencia, la democracia, la autodeterminación, el ambientalismo así como los derechos humanos son los cinco principios centrales de la organización.

## Historia
La UNPO fue concebida en la década de 1980 por líderes de movimientos de autodeterminación, Linnart Mäll del Congreso de Estonia, Erkin Alptekin del Turquestán Oriental, y Lodi Gyari del Tíbet, junto con Michael van Walt van Praag, asesor de derecho internacional del XIV Dalái lama. Los fundadores fueron representantes de movimientos nacionales de Estonia, Letonia, Tíbet, tártaros de Crimea, Armenia, Georgia, Tatarstán, Turkestán Oriental, Timor Oriental, aborígenes australianos, el Cordillera en Filipinas, los minoría griega de Albania, Kurdistán, Palaos, Taiwán y Papúa Occidental.  Un objetivo clave de la UNPO era, y sigue siendo, reproducir el éxito del mensaje no violento del 14.º Dalai Lama y del pueblo tibetano frente a la opresión y la ocupación. 
En 1991, la UNPO eligió para su sede fundacional a la ciudad de La Haya, en los Países Bajos, porque ésta aspiraba a convertirse en la Ciudad Internacional de la Paz y la Justicia, y alberga tribunales internacionales como la Corte Internacional de Justicia (CIJ) y la Corte Penal Internacional (CPI). Se creó una Fundación en los Países Bajos para prestar apoyo de secretaría a la Asamblea General de la UNPO, y llevar a cabo actividades de investigación y educación relacionadas con los pueblos no representados de todo el mundo. La Fundación mantiene una presencia permanente ante la Unión Europea, Estados Unidos y las Naciones Unidas. Se financia mediante una combinación de contribuciones de los miembros, donaciones de particulares y subvenciones para proyectos de fundaciones.

## Objetivos
La visión de la UNPO es afirmar la democracia como derecho humano fundamental, aplicar los derechos humanos, civiles y políticos en todo el mundo, defender el derecho universal a la autonomía y la autodeterminación, y promover el federalismo. Fomenta las metodologías no violentas para alcanzar soluciones pacíficas a los conflictos y la opresión. La UNPO ayuda a sus miembros a conseguir que se respeten sus derechos humanos y culturales y a preservar su entorno. La organización proporciona un foro para que los miembros establezcan redes y les ayuda a participar a escala internacional.
Aunque los miembros de la UNPO suelen tener objetivos diferentes, tienen algo en común: por lo general no están representados diplomáticamente (o sólo con un estatus menor, como el de observador) en las principales instituciones internacionales, como las Naciones Unidas (ONU). Como resultado, su capacidad para que los organismos mundiales encargados de proteger los derechos humanos y abordar los conflictos tengan en cuenta sus preocupaciones es limitada.
La UNPO está dedicada a los cinco principios consagrados en su Pacto:
- La igualdad de derecho a la autodeterminación;
- La adhesión a las normas de derechos humanos internacionalmente aceptadas, tal como se establecen en la Declaración y Programa de Acción de Viena y otros instrumentos internacionales;
- Adhesión a los principios de pluralismo democrático y rechazo del totalitarismo y la intolerancia religiosa;
- La promoción de la no violencia y el rechazo del terrorismo como instrumento político.
- Protección del medio ambiente.

Todos los miembros deben firmar y cumplir el Pacto de la UNPO. Los miembros de la UNPO deben ser no violentos.

## Miembros

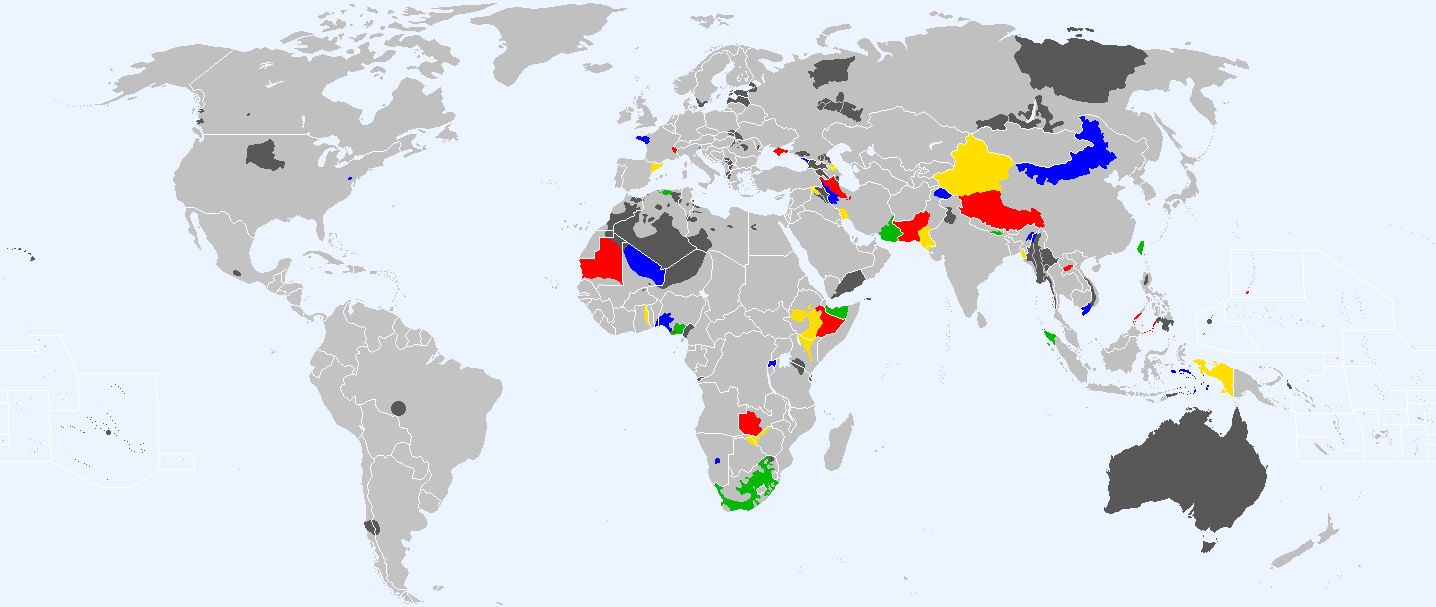
Miembros de la UNPO. Los antiguos miembros se muestran en gris oscuro.

La siguiente es la lista de 46 miembros de la página Nations & People del sitio web de la UNPO (a marzo de 2024), incluyendo la organización afiliada que representa a cada miembro y la fecha en que cada uno se unió a la UNPO. (los miembros originales en azul):
| Representante                                                                           | Fecha de ingreso         | Miembro                 | Continente | Referencia    |
| --------------------------------------------------------------------------------------- | ------------------------ | ----------------------- | ---------- | ------------- |
| Gobierno de la República de Abjasia                                                     | 6 de agosto de 1991      | Abjasios                | Europa     | [ 8 ]         |
| Movimiento Aceh Libre                                                                   | 15 de julio de 2014      | Aceh                    | Asia       | [ 9 ]         |
| Gobierno de la República de Annobón                                                     | 10 de mayo de 2024       | Annobón                 | África     | [ 10 ]        |
| Frente de la Libertad                                                                   | 15 de mayo de 2008       | Afrikáner               | África     | [ 11 ]        |
| Partido Solidaridad Democrática de Al-Ahwaz                                             | 14 de noviembre de 2003  | Árabes de Irán          | Asia       | [ 12 ]        |
| Alianza Asiria Universal                                                                | 6 de agosto de 1991      | Asiria                  | Asia       | [ 13 ]        |
| Movimiento Despertamiento Nacional del Azerbaiyán Meridional                            | 2 de febrero de 2007     | Azerbaiyán Meridional   | Asia       | [ 14 ]        |
| Partido Nacional de Baluchistán                                                         | 1 de marzo de 2008       | Baluchistán             | Asia       | [ 14 ]        |
| Partido Popular de Baluchistán                                                          | 26 de junio de 2005      | Baluchistán Occidental  | Asia       |               |
| Alianza Nacional de la Libertad Barotse                                                 | 23 de noviembre de 2013  | Barotselandia           | África     |               |
| Asociación Maliense por la Preservación de la Cultura Bellah                            | 6 de junio de 2017       | Pueblo Bellah           | África     | [ 15 ]        |
| Movement for the Actualization of the Sovereign State of Biafra (Gobierno en el exilio) | 31 de julio de 2020      | Biafra                  | África     | [ 16 ] [ 17 ] |
| Kelc’h An Dael                                                                          | 8 de junio de 2015       | Bretaña                 | Europa     | [ 18 ]        |
| Movimiento por la Autodeterminación de Cabilia - Anavad                                 | 6 de junio de 2017       | Cabilia                 | África     |               |
| Assemblea Nacional Catalana                                                             | 14 de diciembre de 2018  | Cataluña                | Europa     | [ 20 ]        |
| Frente Nacional Chin                                                                    | 15 de julio de 2001      | Chin                    | Asia       |               |
| Partido Popular Unido de Chittagong Hill Tracts                                         | 6 de agosto de 2005      | Chittagong Hill Tracts  | Asia       |               |
| Delegación del Congreso de Estatidad del D.C.                                           | 4 de diciembre de 2015   | Distrito de Columbia    | América    | [ 21 ]        |
| Alianza Democrática de Gilgit-Baltistán                                                 | 20 de septiembre de 2008 | Gilgit-Baltistán        | Asia       | [ 22 ]        |
| Gobierno de Guam                                                                        | 31 de julio de 2020      | Guam                    | Oceanía    | [ 16 ] [ 17 ] |
| Initiative de Résurgence du Mouvement Abolitionniste en Mauritanie (IRA)                | 18 de septiembre de 2011 | Haratin                 | África     | [ 23 ]        |
| Estado Federado Hmong ChaoFa                                                            | 2 de febrero de 2007     | Hmong                   | Asia       | [ 24 ]        |
| Partido Democrático Kurdo de Irán                                                       | 2 de febrero de 2007     | Kurdistán iraní         | Asia       | [ 25 ]        |
| Federación Khmers Kampuchea-Krom                                                        | 15 de julio de 2001      | Khmer Krom              | Asia       |               |
| Autonomía Nacional y Cultural Federal Lezguina                                          | 7 de julio de 2012       | Lezguinos               | Europa     |               |
| Alianza por Madesh Independiente                                                        | 14 de octubre de 2017    | Madhesh                 | Asia       |               |
| República de las Molucas del Sur (Gobierno en el exilio)                                | 6 de agosto de 1991      | Molucas del Sur         | Asia       |               |
| Centro de Información de Derechos Humanos de Mongolia Meridional                        | 2 de febrero de 2007     | Mongolia Meridional     | Asia       |               |
| Consejo Nacional Socialista de Nagaland                                                 | 19 de enero de 1993      | Nagaland                | Asia       |               |
| Niger Delta Peoples Movement (NDPM)                                                     | 21 de abril de 2023      | Niger Delta             | África     | [ 26 ]        |
| Frente para la Liberación Nacional de Ogaden                                            | 6 de febrero de 2010     | Ogaden                  | África     |               |
| Movimiento por la Supervivencia del Pueblo Ogoni                                        | 19 de enero de 1993      | Ogoni                   | África     |               |
| Frente de Liberación Oromo                                                              | 19 de diciembre de 2004  | Oromo                   | África     |               |
| Movimiento Papúa Libre (Gobierno en el exilio)                                          | 15 de octubre de 2014    | Nueva Guinea Occidental | Oceanía    |               |
| Consejo de Capitanes                                                                    | 2 de febrero de 2007     | Rehoboth Basters        | África     |               |
| Gobierno Provisional del Estado de Saboya                                               | 15 de julio de 2014      | Saboya                  | Europa     |               |
| Instituto Mundial Sindí                                                                 | 19 de enero de 2002      | Sindhudesh              | Asia       |               |
| Gobierno de la República de Somalilandia                                                | 19 de diciembre de 2004  | Somalilandia            | África     |               |
| Fundación Sulu de las Nueve Tribus Étnicas                                              | 5 de enero de 2015       | Sulu                    | Asia       |               |
| Fundación Taiwán por la Democracia                                                      | 11 de febrero de 1991    | Taiwán                  | Asia       |               |
| Congreso del Pueblo Tártaro de Crimea                                                   | 11 de febrero de 1991    | Tártaros de Crimea      | Europa     |               |
| Administración Central Tibetana (Gobierno en el exilio)                                 | 11 de febrero de 1991    | Tíbet                   | Asia       |               |
| Fundación del Grupo de Estudio de la Patria                                             | 2017                     | Togolandia Occidental   | África     |               |
| Congreso Mundial Uigur                                                                  | 11 de febrero de 1991    | Turquestán Oriental     | Asia       |               |
| Yoruba World Congress                                                                   | 31 de julio de 2020      | Yorubalandia            | África     |               |
| Movement for the Survival of the River Races of Zambesia                                | 31 de julio de 2020      | Zambesia                | África     |               |

### Pretéritos
Fueron miembros, pero lograron después su independencia y reconocimiento en las Naciones Unidas:
- Estonia (independiente en 1991)
- Letonia (independiente en 1991)
- Armenia (independiente en 1991)
- Georgia (independiente en 1991)
- Palaos (independiente en 1994)
- Timor Oriental (independiente en 2002)

#### Antiguos miembros
Estos pueblos fueron miembros; pero abandonaron la organización por razones diversas.
África
- Ambazonia
- Bereberes
- Batwa
- Cabinda
- Masái
- Vhavenda
- Zanzíbar

América
- Dene
- Cibao
- Lakota
- Mapuches
- Nahuas
- Nuxálk
- Tsimshian

Asia
- Arabia del Sur
- Birmania (Consejo Nacional de la Unión de Birmania)[27]
- Buriatia
- Cordillera
- Degar-Montañeses
- Jalistán
- Karenni
- Kayah
- Kurdistán iraquí
- Mon
- Sajá
- Shan
- Talyshi
- Tamil Eelam
- Turcomanos iraquíes
- Tuvá

Europa
- Albaneses de Macedonia
- Baskortostán
- Bosníacos sandžak
- Cameria
- Chechenia
- Chuvasia
- Circasia
- Cumuco
- Escania
- Griegos en Albania
- Gagauzia
- Ingusetia
- Inkeri
- Komi
- Kosovo[28]
- Mari
- Rusinos
- Tartaristán
- Trieste

Oceanía
- Aborígenes de Australia
- Bougainville
- Ka Lahui Hawaii
- Tahití